# ユベール・ロベール
ユベール・ロベール（Hubert Robert、1733年5月22日 - 1808年4月15日）は、フランスの画家である。イタリアで学び、都市景観画（ヴェドゥータ）や奇想画（カプリッチョ）と呼ばれる、実在の建物、古代遺跡、それに架空の遺跡などを描く風景画の作者として知られる。

## 略歴
パリで生まれた。父親はロレーヌ出身の貴族、スタンヴィル侯爵フランソワ・ジョセフ・ド・ショワズールの雇い人であった。ロベールはナヴァレのイエズス会のコレージュを1751年に卒業した後、彫刻家、ルネ＝ミシェル・スロッツ（別名、ミケランジュ・スロッツ）の工房で学び、スロッツから絵を学び、画家となることを勧められた。1754年に父親の雇い主の息子、エティエンヌ・フランソワ・ド・ショワズールがローマ大使となったのに随行してローマに移った。
ローマには11年間滞在し、始め在ローマ・フランス・アカデミーに部屋を与えられたが、そこを出た後は、イタリアを訪れたジャン＝クロード・リシャール(Jean-Claude Richard)のような芸術家に作品を売り生活を支え、イタリア各地を旅して、景観を描いた。
イタリアの古代の遺跡とロベールの生きた時代の人々の生活との対比に強い興味を抱き、しばらくヴェドゥータ（都市景観画）を得意とするイタリアの画家、ジョバンニ・パオロ・パンニーニの工房で修行した。
1765年にフランスに戻ると、画家としてすぐに成功をおさめ、王立絵画彫刻アカデミーの会員に選ばれた。1767年にサロン・ド・パリに13点の油絵と、多くの素描を出展した。その後、サロンへは1802年まで毎年出展した。王室の庭園設計者や美術庫の学芸員に任命され、王立絵画彫刻アカデミーの評議員にも任じられた。
フランス革命がおこると、1793年11月に逮捕され、10か月間、サント＝ペラジー監獄とサン・ラザール監獄に収監されたが処刑は免れた。獄中で50点以上の絵画を描いた。ロベスピエールの失脚の1週間後に釈放され、その後、ルーブル美術館の設立委員会の委員に任命され、美術館の装飾の仕事をした。
1808年に心臓麻痺で死去した。

## 作品

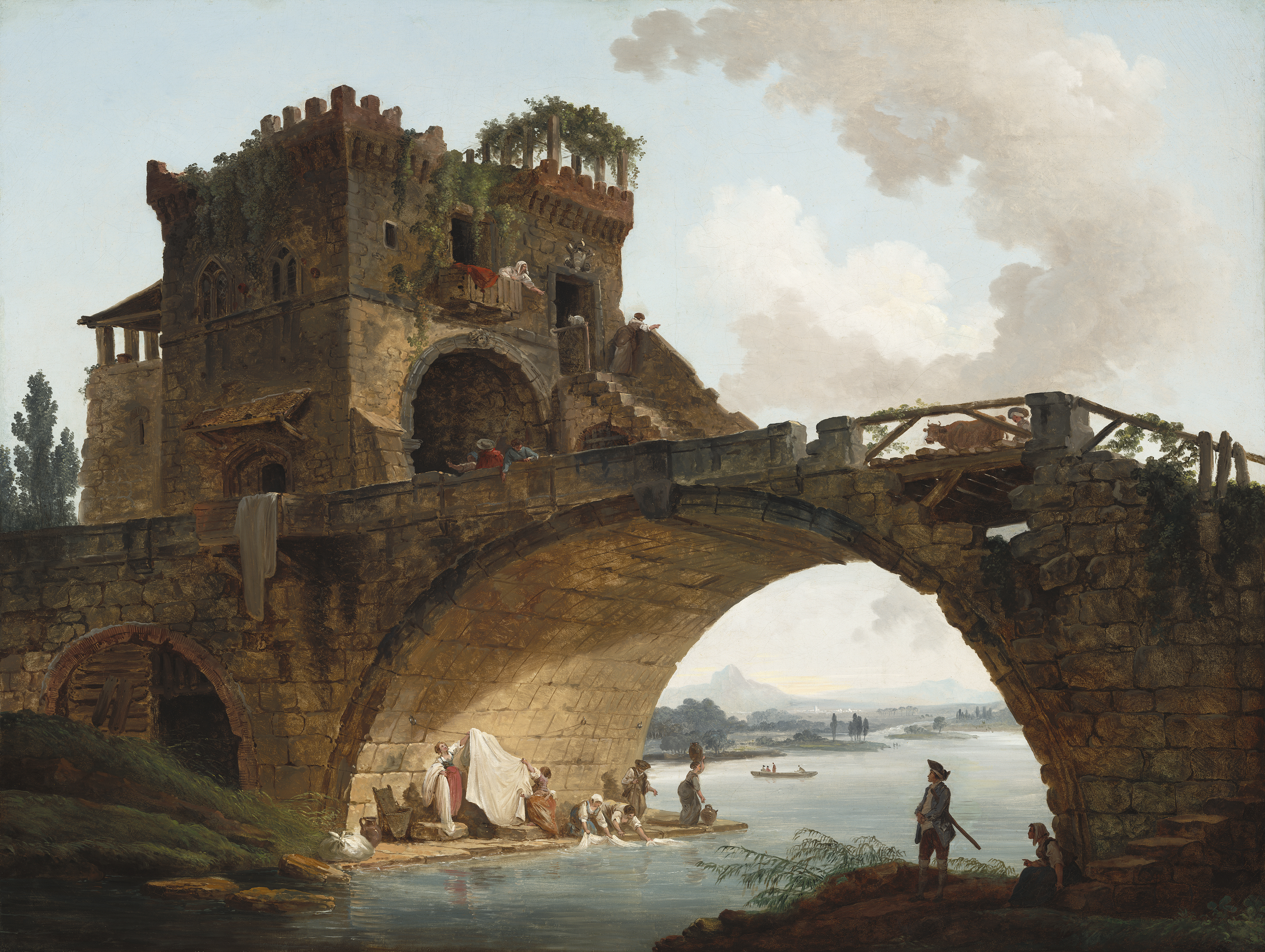
The Ponte Salario (c.1775)
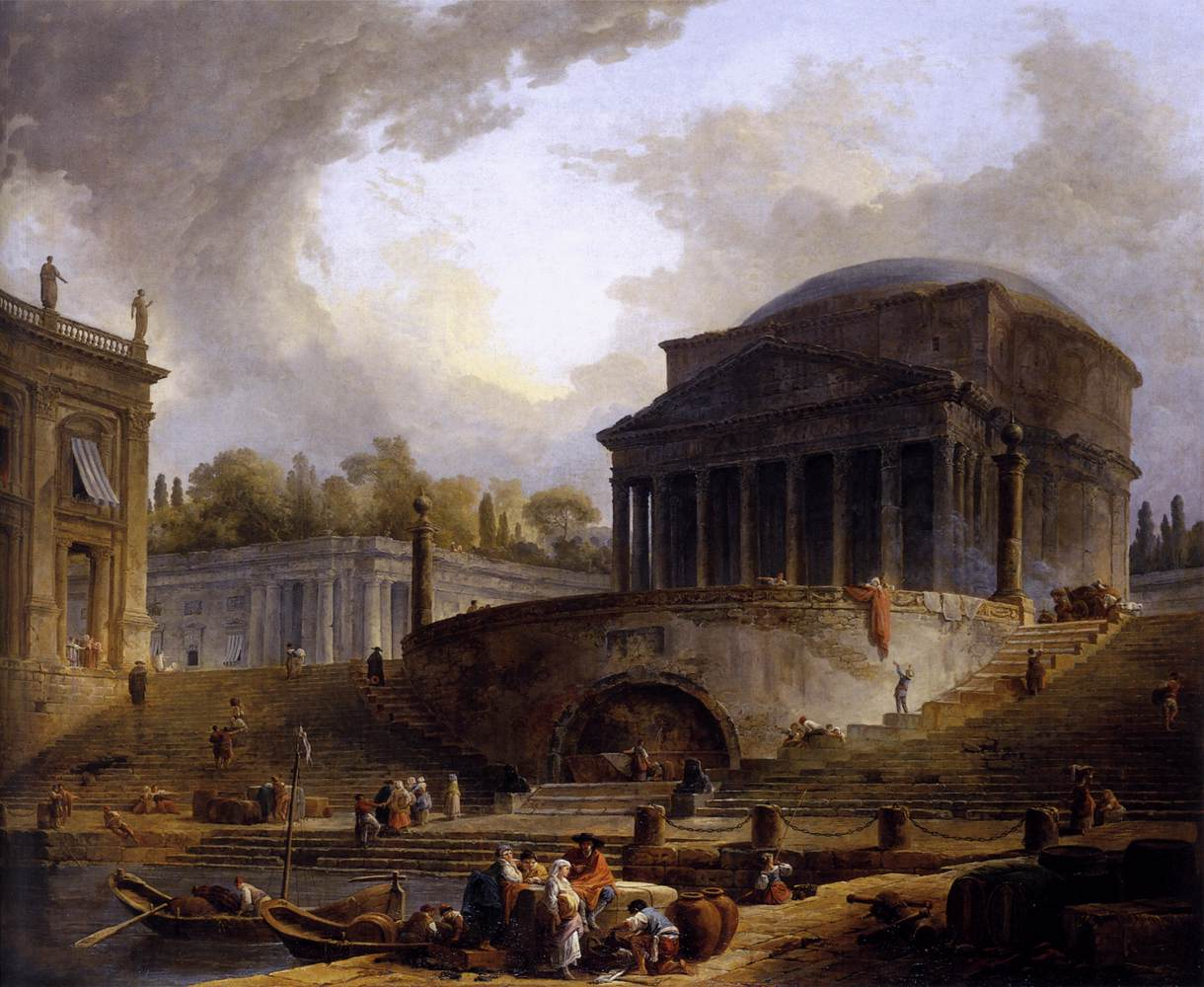
View of the Port of Rippeta in Rome, (c.1766)
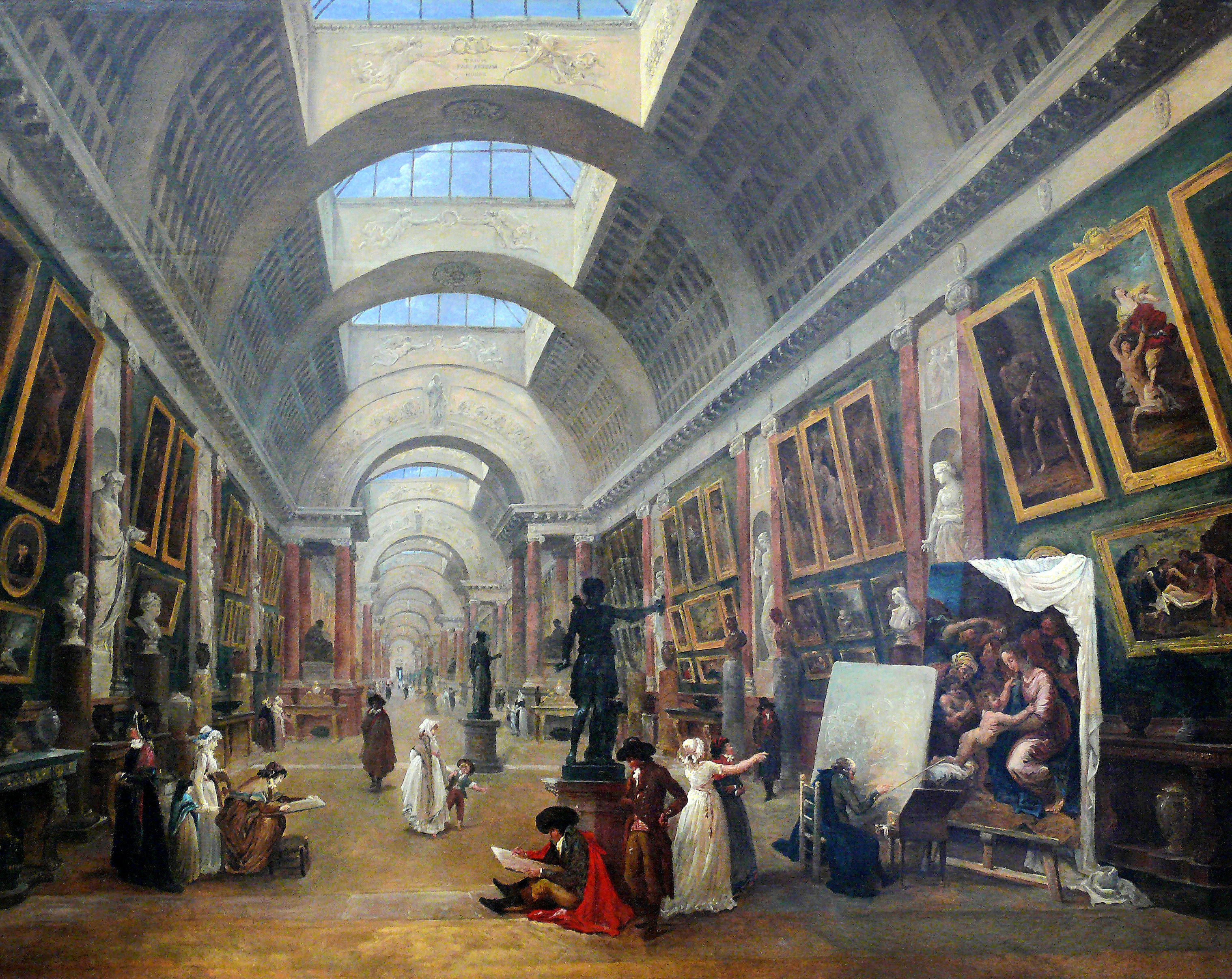
ルーブル美術館の計画(1796)
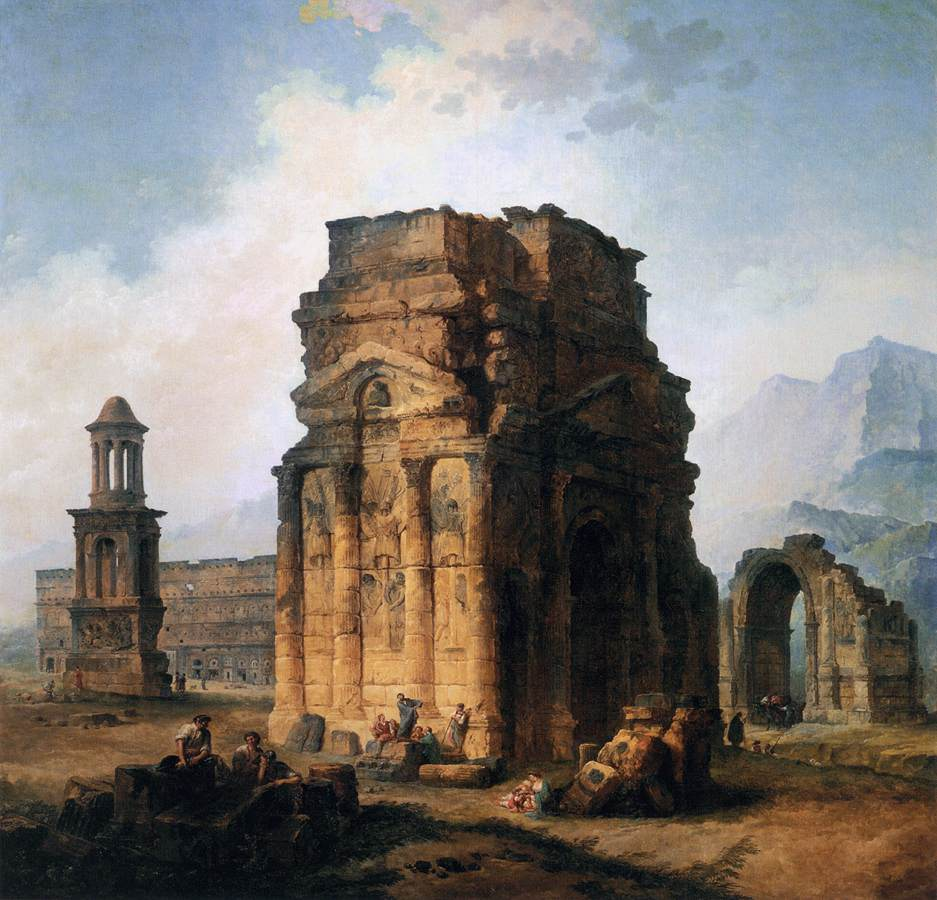
he Arc de Triomphe and the Theatre of Orange, (1787)
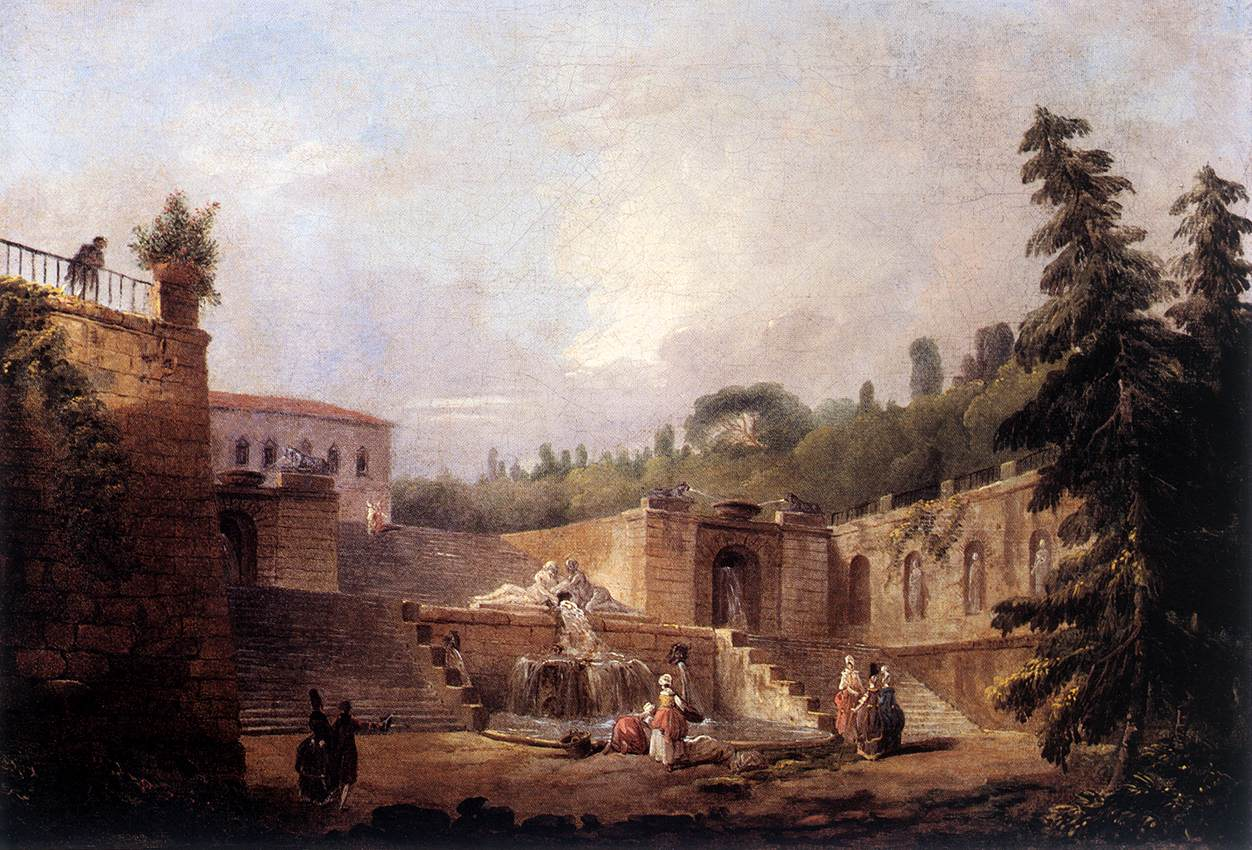
Fountain on a Palace Terrace
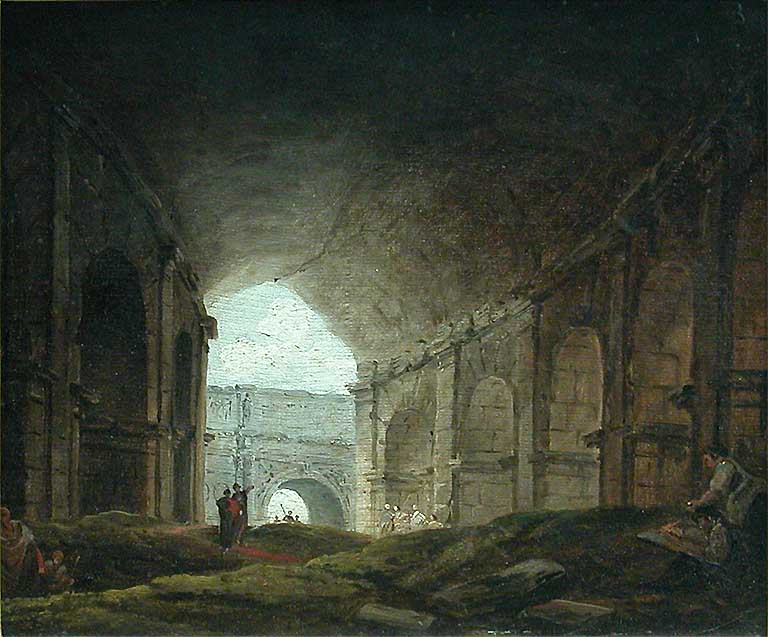
Inside the Colosseum